# Comunicación verbal
La comunicación verbal es el tipo de comunicación en la que se utiliza signos o códigos en el mensaje. Los signos son en su mayoría arbitrarios o convencionales, ya que expresan lo que se transmite y además son lineales; cada símbolo va uno detrás de otro.
Se puede realizar de dos formas:
- La comunicación oral, a través de signos orales y palabras habladas de forma gestual.
- La comunicación escrita, es por medio de papel o mensajes.

En la comunicación verbal existen varias etapas: el mensaje, el código y el canal, que incluye el contexto, ruidos y redundancia. Pero normalmente se identifica la comunicación verbal con la comunicación oral, de la cual existen múltiples formas.
También es cualquier tipo de comunicación que requiera articular palabras de forma que la otra persona entienda de lo que se está hablando o comunicando.